# Chauvigny

Chauvigny este o comună în departamentul Vienne, Franța. În 2009 avea o populație de 6,848 de locuitori.